# مهدي عزيم
مهدي عزيم  (1987 المغرب) هو لاعب كرة قدم مغربي.